# F-Test
Als F-Test wird eine Gruppe von statistischen Tests bezeichnet, bei denen die Teststatistik unter der Nullhypothese einer F-Verteilung folgt. Im Kontext der Regressionsanalyse wird mit dem F-Test eine Kombination von linearen (Gleichungs-)Hypothesen untersucht. Beim Spezialfall der Varianzanalyse ist mit F-Test ein Test gemeint, mithilfe dessen mit einer gewissen Konfidenz entschieden werden kann, ob zwei Stichproben aus unterschiedlichen, normalverteilten Populationen sich hinsichtlich ihrer Varianz wesentlich unterscheiden. Er dient damit unter anderem zur generellen Überprüfung von Unterschieden zwischen zwei statistischen Populationen.
Der Test geht zurück auf einen der bekanntesten Statistiker, Ronald Aylmer Fisher (1890–1962).

## F-Test für zwei Stichproben
Der F-Test ist ein Begriff aus der mathematischen Statistik, er bezeichnet eine Gruppe von Hypothesentests mit F-verteilter Teststatistik. Bei der Varianzanalyse ist mit dem F-Test der Test gemeint, der für zwei Stichproben aus unterschiedlichen, normalverteilten Grundgesamtheiten die Unterschiede in den Varianzen prüft.
Der F-Test setzt zwei unterschiedliche normalverteilte Grundgesamtheiten (Gruppen) voraus mit den Parametern {\displaystyle \mu _{1}} und {\displaystyle \sigma _{1}^{2}} bzw. {\displaystyle \mu _{2}} und {\displaystyle \sigma _{2}^{2}}. Es wird vermutet, dass die Varianz in der zweiten Grundgesamtheit (Gruppe)  größer sein könnte als die in der ersten Grundgesamtheit. Um dies zu prüfen, wird aus jeder Grundgesamtheit eine Zufallsstichprobe gezogen, wobei die Stichprobenumfänge {\displaystyle n_{1}} und {\displaystyle n_{2}} auch unterschiedlich sein dürfen. Die Stichprobenvariablen {\displaystyle X_{1,1},\dots ,X_{1,n_{1}}}  der ersten Grundgesamtheit und {\displaystyle X_{2,1},\dots ,X_{2,n_{2}}} der zweiten Grundgesamtheit müssen dabei unabhängig sowohl innerhalb einer Gruppe als auch untereinander sein.
Für den Test der Nullhypothese: {\displaystyle H_{0}\colon \,\sigma _{2}^{2}=\sigma _{1}^{2}} gegen die Alternativhypothese: {\displaystyle H_{1}\colon \,\sigma _{2}^{2}>\sigma _{1}^{2}} eignet sich der F-Test, dessen Teststatistik der Quotient der geschätzten Varianzen der beiden Stichproben ist:
{\displaystyle F_{\mathrm {Stichprobe} }={\frac {S_{2}^{2}}{S_{1}^{2}}}={\frac {\displaystyle {\frac {1}{n_{2}-1}}\sum _{i=1}^{n_{2}}(X_{2,i}-{\overline {X}}_{2})^{2}}{\displaystyle {\frac {1}{n_{1}-1}}\sum _{i=1}^{n_{1}}(X_{1,i}-{\overline {X}}_{1})^{2}}}.}
Dabei sind {\displaystyle S_{1}^{2}}, {\displaystyle S_{2}^{2}} die Stichprobenvarianzen und {\displaystyle {\overline {X}}_{1}}, {\displaystyle {\overline {X}}_{2}} die Stichprobenmittel innerhalb der beiden Gruppen.
Unter der Gültigkeit der Nullhypothese ist die Teststatistik {\displaystyle F_{\mathrm {Stichprobe} }} F-verteilt mit {\displaystyle n_{2}-1} Freiheitsgraden im Zähler und {\displaystyle n_{1}-1} im Nenner. Die Nullhypothese wird abgelehnt für zu große Werte der Teststatistik. Man bestimmt dazu den kritischen Wert oder man berechnet den p-Wert des Prüfwerts. Dies geschieht am einfachsten unter Zuhilfenahme einer F-Wert-Tabelle.
Der kritische Wert K ergibt sich aus der Bedingung:
{\displaystyle P\left(F(n_{2}-1,n_{1}-1)\geq K\mid H_{0}\right)\leq \alpha _{0},}
mit {\displaystyle \alpha _{0}} dem erwünschten Signifikanzniveau.
Den p-Wert berechnet man mittels:
{\displaystyle p=P\left(F(n_{2}-1,n_{1}-1)\geq f_{\mathrm {Stichprobe} }\mid H_{0}\right),}
mit {\displaystyle f_{\mathrm {Stichprobe} }}, dem in der Stichprobe gefundenen Wert der Teststatistik {\displaystyle F_{\mathrm {Stichprobe} }}.
Hat man K bestimmt, dann lehnt man {\displaystyle H_{0}} ab, falls {\displaystyle f_{\mathrm {Stichprobe} }\geq K}. Hat man den p-Wert p berechnet, lehnt man {\displaystyle H_{0}} ab, falls {\displaystyle p\leq \alpha _{0}}.
Häufig wird für das Signifikanzniveau {\displaystyle \alpha _{0}} der Wert 5 % gewählt. Es handelt sich dabei aber nur um eine gängige Konvention, siehe auch den Artikel Statistische Signifikanz. Allerdings können aus der erhaltenen Wahrscheinlichkeit {\displaystyle P(F\mid H_{0})} keine direkten Rückschlüsse auf die Wahrscheinlichkeit der Gültigkeit der Alternativhypothese gezogen werden.
Um eine Entscheidung zu fällen, muss man wissen, welcher Verteilung die Teststatistik {\displaystyle F_{\mathrm {Stichprobe} }} folgt. Dazu betrachtet man zunächst Zähler und Nenner der Prüfgröße genauer. Beide sind die Summe von quadrierten, um ihren Mittelwert bereinigten normalverteilten Zufallsvariablen, jeweils dividiert durch die um eins reduzierte Stichprobengröße. Teilt man Zähler und Nenner durch die Varianz {\displaystyle \sigma _{1}^{2}=\sigma _{2}^{2}} in der Grundgesamtheit, was den Wert des Quotienten nicht verändert, und multipliziert mit dem Faktor {\displaystyle {\tfrac {1}{n_{i}-1}}}, so folgen beide einer Chi-Quadrat-Verteilung und es gilt
{\displaystyle {\frac {S_{1}^{2}}{\sigma _{1}^{2}}}\cdot (n_{1}-1)={\frac {n_{1}-1}{\sigma _{1}^{2}}}\cdot {\frac {1}{n_{1}-1}}\cdot \sum _{i=1}^{n_{1}}(X_{1,i}-{\overline {X}}_{1})^{2}=\sum _{i=1}^{n_{1}}\left({\frac {X_{1,i}-{\overline {X}}}{\sigma _{1}}}\right)^{2}}

### Beispiel
Ein Unternehmen will die Herstellung eines seiner Produkte auf ein Verfahren umstellen, das bessere Qualität verspricht.  Das neue Verfahren wäre zwar teurer, aber sollte eine kleinere Streuung aufweisen. Als Test werden 100 Produkte, hergestellt mit dem neuen Verfahren B, verglichen mit 120 Produkten, die mit der alten Methode A produziert worden sind. Die Produkte B weisen eine Varianz von 80 auf, und die Produkte A eine Varianz von 95. Getestet wird
{\displaystyle H_{0}\colon \sigma _{A}=\sigma _{B}}
gegen
{\displaystyle H_{1}\colon \sigma _{A}>\sigma _{B}}
Die Teststatistik hat den Prüfwert:
{\displaystyle f_{\mathrm {Stichprobe} }={\frac {s_{A}^{2}}{s_{B}^{2}}}={\frac {95}{80}}=1{,}1875}
Dieser F-Wert stammt unter der Nullhypothese aus einer {\displaystyle F_{(119;\,99)}}-Verteilung. Der p-Wert des Stichprobenergebnisses ist also:
{\displaystyle P(F(119;\,99)\geq 1{,}1875)\approx 0{,}189.}
Die Nullhypothese kann also nicht abgelehnt werden, und somit wird die Produktion nicht auf das neue Verfahren umgestellt. Dabei bleibt die Frage, ob diese Entscheidung gerechtfertigt ist. Was wäre, wenn das neue Verfahren tatsächlich eine kleinere Varianz bewirkt, aber aufgrund der Stichprobe ist dies unentdeckt geblieben?  Aber auch wenn die Nullhypothese abgelehnt worden wäre, also ein signifikanter Unterschied zwischen den Varianzen aufgefunden worden wäre, hätte doch der Unterschied unbedeutend klein sein können. Zuerst stellt sich natürlich die Frage, ob der Test im Stande wäre, den Unterschied zu entdecken. Dazu betrachtet man die Teststärke. Das Signifikanzniveau {\displaystyle \alpha _{0}} ist auch der Minimalwert der Teststärke. Das führt also nicht weiter. In der Praxis aber würde die Produktion natürlich nur dann umgestellt, wenn eine erhebliche Verbesserung zu erwarten wäre, z. B. eine Abnahme der Standardabweichung um 25 %. Wie wahrscheinlich ist es, dass der Test einen solchen Unterschied entdeckt? Das ist genau der Wert der Teststärke für {\displaystyle \sigma _{B}=0{,}75\sigma _{A}}. Die Berechnung erfordert zuerst die Berechnung des kritischen Werts {\displaystyle f_{\mathrm {krit} }}. Dazu unterstellen wir {\displaystyle \alpha _{0}=5\ \%}, und lesen aus einer Tabelle ab:
{\displaystyle f_{\mathrm {krit} }=1{,}378.}
Es gilt also:
{\displaystyle P(F_{\mathrm {Stichprobe} }\geq 1{,}378|H_{0})=0{,}05.}
Der gesuchte Wert der Teststärke ist die Wahrscheinlichkeit, die erwähnte Abnahme der Standardabweichung zu entdecken, also:
{\displaystyle P(H_{0}\ {\text{ablehnen}}|\sigma _{B}={\tfrac {3}{4}}\sigma _{A})=}
{\displaystyle =P(F_{\mathrm {Stichprobe} }\geq f_{\mathrm {krit} }|\sigma _{B}={\tfrac {3}{4}}\sigma _{A})=}
{\displaystyle =P\left(\left.{\frac {S_{A}^{2}}{S_{B}^{2}}}\geq f_{\mathrm {krit} }\right|{\frac {\sigma _{B}}{\sigma _{A}}}={\tfrac {3}{4}}\right)=}
{\displaystyle =P\left({\frac {S_{A}^{2}/\sigma _{A}^{2}}{S_{B}^{2}/\sigma _{B}^{2}}}\geq ({\tfrac {3}{4}})^{2}f_{\mathrm {krit} }\right)=}
{\displaystyle =P\left(F(119;99)\geq 0{,}775\right)=0{,}91.}
Das bedeutet: Wenn die Varianz um 25 % oder mehr abnimmt, so wird das in mindestens 91 % der Fälle entdeckt.

## F-Test für mehrere Stichprobenvergleiche
Der einfachen Varianzanalyse liegt ebenfalls der F-Test zugrunde. Hier werden die Quadratsumme der Behandlung und die Residuenquadratsumme einander gegenübergestellt.

## F-Test auf Gesamtsignifikanz eines Modells
Beim globalen F-Tests (auch Overall-F-Test oder F-Test auf Gesamtsignifikanz eines Modells) wird geprüft, ob mindestens eine erklärende Variable einen Erklärungsgehalt für das Modell liefert und das Modell somit als Gesamtes signifikant ist.

## Einordnung
- F-Tests sind in der Regel Beispiele für Likelihood-Quotienten-Tests.